# Первомайское (Карабалыкский район)
Первомайское (каз. Первомай) — упразднённое село в Карабалыкском районе Костанайской области Казахстана. Исключено из учётных данных в 2023 году. Входило в состав Урнекского сельского округа. Находится примерно в 55 км к юго-западу от районного центра, посёлка Карабалык. Код КАТО — 395053400.

## Население
В 1999 году население села составляло 169 человек (84 мужчины и 85 женщин). По данным переписи 2009 года, в селе проживало 99 человек (48 мужчин и 51 женщина).